# 5199 Dortmund
5199 Dortmund este un asteroid din centura principală, descoperit pe 7 septembrie 1981, de Liudmila Karacikina.